# Araeognatha
Araeognatha is een geslacht van vlinders van de familie spinneruilen (Erebidae), uit de onderfamilie Calpinae.

## Soorten
- A. ambigua Leech
- A. cineracea Butler, 1879
- A. costimacula Leech
- A. duplicata Leech
- A. externa Leech, 1900
- A. lankesteri Leech, 1900
- A. mollita Warren, 1913
- A. nubiferalis Leech, 1889
- A. placida Hampson, 1895
- A. sichotensis Kurentzov, 1951
- A. subcostalis Walker, 1865
- A. subviolacea Butler, 1881
- A. umbrosa Hampson, 1893